# Andromachos der Ältere

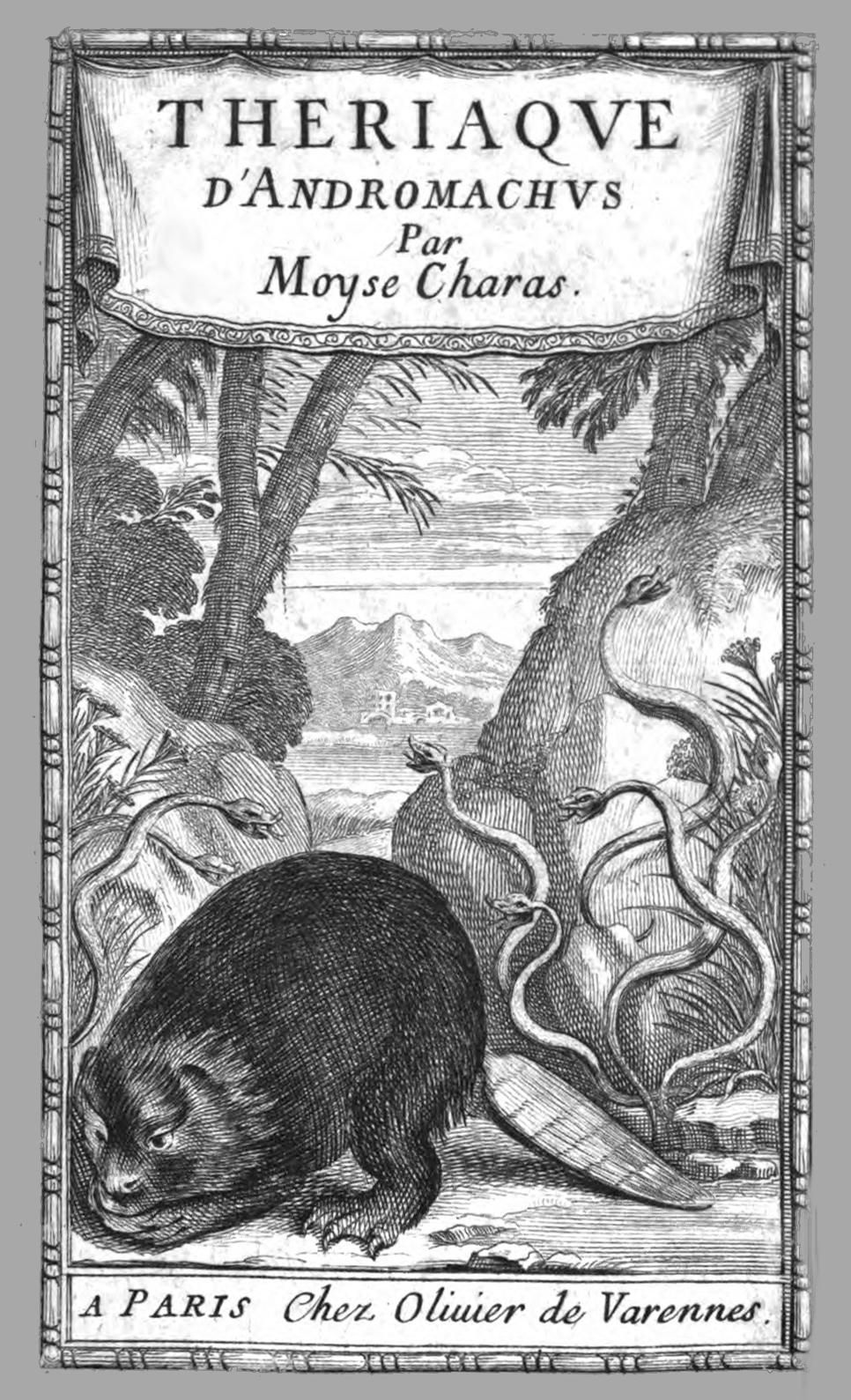
Moyse Charas Theriaque d’Andromachus (1668)

Andromachos, genannt der Ältere, (altgriechisch Ἀνδρόμαχος Andrómachos, lateinisch Andromachus) war ein aus Kreta stammender griechischer Arzt des 1. Jahrhunderts n. Chr. Laut Galenos hatte er unter dem römischen Kaiser Nero die Stellung eines Archiaters, das heißt des Leibarztes (Ἀνδρόμαχος ὁ Νέρωνος ἀρχιατρὸς).
Als Arzt beschäftigte sich Andromachos vornehmlich mit Antidota gegen tierische Gifte. Berühmt wurde sein Galene genanntes Gegengift, über das er ein 87 elegische Distichen umfassendes und bei Galenos überliefertes Lehrgedicht verfasste. Mit dieser Rezeptur ist die Einführung des Begriffs Theriak für derartige Gegengifte verbunden. In dem Gedicht stellt er sich selbst in die Tradition des Nikandros aus Kolophon, eines Arztes des 2. Jahrhunderts v. Chr., der sich ebenfalls mit Tiergiften befasst und Lehrgedichte darüber verfasst hatte. Andromachos widmet sich in dem Gedicht vor allem der Beschreibung der einzelnen Zutaten, sein Interesse ist darauf gerichtet, eine tatsächlich nachvollziehbare und umsetzbare Gebrauchsanleitung zu bieten.
Die Rezeptur gewann derartige Berühmtheit, dass es laut Galenos das bis dahin wirksamste Antidot, das im 1. Jahrhundert v. Chr. entwickelte Mithridatikum des pontischen Königs Mithridates VI. Eupator, an Bedeutung ablöste. Sein umstrittenster Bestandteil war eine Zubereitung aus Vipern. Bis ins 16. Jahrhundert galt es als wichtiges Gegenmittel bei Vergiftungen nach Tierbissen, seine Wirkung und Herstellung wurde auch danach diskutiert. Andromachos’ Sohn war Andromachos der Jüngere, der ebenfalls als Arzt wirkte und sich etwa der Augenheilkunde, aber auch den Gegengiften und der Pharmakologie widmete.